# Drosophila linearis
Drosophila linearis este o specie de muște din genul Drosophila, familia Drosophilidae. A fost descrisă pentru prima dată de Walker în anul 1853. Conform Catalogue of Life specia Drosophila linearis nu are subspecii cunoscute.